# Regione di al-Sharqiyya
La regione di al-Sharqiyya (in arabo المنطقة الشرقية‎?, al-Minṭaqa al-Sharqiyya) - ossia Regione Orientale - era una regione dell'Oman. La superficie totale è di 36800 km², la popolazione raggiunge i 313 761 abitanti, secondo il censimento del 2003. La capitale della regione è Sur.
È stata soppressa nel 2011, quando è stata suddivisa nei governatorati di al-Sharqiyya Nord e al-Sharqiyya Sud.

## Suddivisioni
La regione era suddivisa nelle province di Ṣūr, Ibrāʾ, al-Muḍaybī, al-Kamil wa l-Wāfī, Jaʿlān Banī Bū Ḥasan, Jaʿlān Banī Bū ʿAlī, Wādī Banī Khālid, Dimāʾ wa l-Ṭāʾiyyīn, al-Bidiyya, al-Qābil e Isola di Maṣīra.